# هولت كوفي
هولت كوفي هو شريف وسياسي أمريكي، ولد في 2 أغسطس 1891، وتوفي في 1964.